# 비주얼 아츠
비주얼 아츠(Visual Art's co.,ltd, 일본어: 株式会社ビジュアルアーツ), 혹은 비주얼 아티스트 오피스(Visual Artist Office, 일본어: ビジュアルアーティストオフィス)는 일본의 비주얼 노벨 제작 혹은 많은 제작사들의 유통사이다. 비주얼 아츠는 게임 엔진으로 AVG32, RealLive, SiglusEngine을 개발했으며, 이 엔진을 이용해 개발된 게임들을 유통하고 있다. 이들은 주로 남성 성향의 게임을 유통하고 있으며, 카논, 에어, 클라나드를 발매한 스튜디오 Key로 잘 알려져 있다.
비주얼 아츠는 플레이어에게 어떤 선택지도 주지 않아 마치 영화를 보는 것과 같은, 비주얼 노벨의 새로운 장르인 키네틱 노벨을 만들었다. Key의 게임 중 하나인 플라네타리안이 이 키네틱 노벨 장르의 첫 작품이다. 또한 이들은 비디오 게임의 음악을 음반으로 발매하기도 하는데, 특히 이들의 테크노/트렌스 음악 제작 I've Sound는 성인게임 업계 최초로 2005년 10월, 일본의 무도관에서 공연을 갖기도 했다.
비주얼 아츠는 그들이 유통했던 게임들을 휴대폰으로 이식하는 작업도 하고 있다. 비주얼 아츠 모토(일본어: ビジュアルアーツ★Motto)로 알려진 Prototype이 이 부분을 담당하고 있다. 또한 이들은 지난 2007년 10월 26일, 비주얼스타일(Visualstyle)이라 불리는 자사 웹진을 발간했다.

## 소속사
| - 13cm - *130cm - *13cc - Amedeo - Anfini - B_Works - Bonbee! - Catwalk - Key - Zion |

| - Cure Records - fripSide - I've Sound - Key Sounds Label - OTSU - Queens Label |

| - Akiko - Akumi - Craftwork - Culotte - D-XX - Giant Panda - Harvest | - Kamen Shōkai - Manbō Soft - Miyabi - Otherwise - Tamachadō - Words |

## 참고 문헌
1. ↑  (일본어) Visualstyle's official website 보관됨 2008-01-20 - 웨이백 머신